# Голт (Калифорнија)
Голт (енгл. Galt) град је у америчкој савезној држави Калифорнија. По попису становништва из 2010. у њему је живело 23.647 становника.

## Демографија
Према попису становништва из 2010. у граду је живело 23.647 становника, што је 4.175 (21,4%) становника више него 2000. године.
| Група             | 2000.          | 2010.          |
| Белци             | 11.529 (59,2%) | 11.513 (48,7%) |
| Афроамериканци    | 225 (1,2%)     | 430 (1,8%)     |
| Азијати           | 553 (2,8%)     | 815 (3,4%)     |
| Хиспаноамериканци | 6.465 (33,2%)  | 10.113 (42,8%) |
| Укупно            | 19.472         | 23.647         |